# Sybrinus sokotrensis
Sybrinus sokotrensis là một loài bọ cánh cứng trong họ Cerambycidae.